# Farkas kutyatej
A farkas kutyatej (Euphorbia cyparissias) a kutyatejfélék családjába tartozó, száraz réteken, útszéleken, sziklagyepekben megtalálható, Magyarországon általánosan elterjedt növény.

## Megjelenése
A farkas kutyatej 20–50 cm magas, lágyszárú, évelő növény. Kopasz, sűrűn leveles szára földalatti, elfásodó gyöktörzsből hajt ki. A talajszinten dúsan, bokrosan elágazhat, de afölött egyenesen felálló. Egészen keskeny, szálas, puha, kékeszöld levelei a száron ülnek, szélük ép és kicsit visszahajló. Hosszuk 10–30 mm, szélességük 1–3 mm, végük tompa vagy kihegyezett. A növény sérülésre fehér tejnedvet ereszt, amely bőrirritációt okozhat.
Márciustól októberig virágzik. A virágok a szár csúcsán 14-15 ágú bogernyőben nyílnak. A halványzöld virágok egészen kicsik és jelentéktelenek, csészéjük vagy szirmuk nincs. Az egy termős és több porzós virágocska álcsészébe (cyathium) tömörül, amelyet négy 3 mm-es, félholdszerűen kétszarvú mirigy vesz körbe; ezek kezdetben viaszsárgák, később bebarnulnak. Jóval feltűnőbb az álcsészét körülvevő két élénk sárgászöld, szív alakú gallérkalevél. Ezek a nyári szárazság idején pirosra színeződnek.
Termése háromrekeszű, mélyen barázdás toktermés, amely 1-3 magot tartalmaz. A lilás-barnás, néha ezüstös felületű mag széles tojásdad vagy hordó formájú, átmérője 1,5–2 mm.
Az egész növény mérgező. Erőteljes gyöktörzséből kihajtva vegetatívan is szaporodik. Kromoszómaszáma 2n=20, de gyakoriak a tetraploid 4n=40 egyedek, amelyek hibridizálódhatnak a sárkutyatejjel (Euphorbia × pseudoesula).
Leginkább a sárkutyatejjel (Euphorbia esula) lehet összetéveszteni, amely magasabb, erőteljesebb, levelei ritkásabbak és szélesebbek.

## Elterjedése és termőhelye
Eurázsiában őshonos a Brit-szigetektől egészen a Bajkál-tóig. Dísznövényként Észak-Amerikába is bevitték, ahol kivadult és gyomnövényként terjed. Magyarországon mindenütt előforduló, gyakori faj.
Sziklás hegyoldalakon, törmeléklejtőkön, sziklagyepekben él. Inkább a nem művelt talajra jellemző. Szárazságtűrő, a meszes, jó vízelvezetésű talajt részesíti előnyben. Dísznövényként is ültetik, főleg sziklakertekben. 

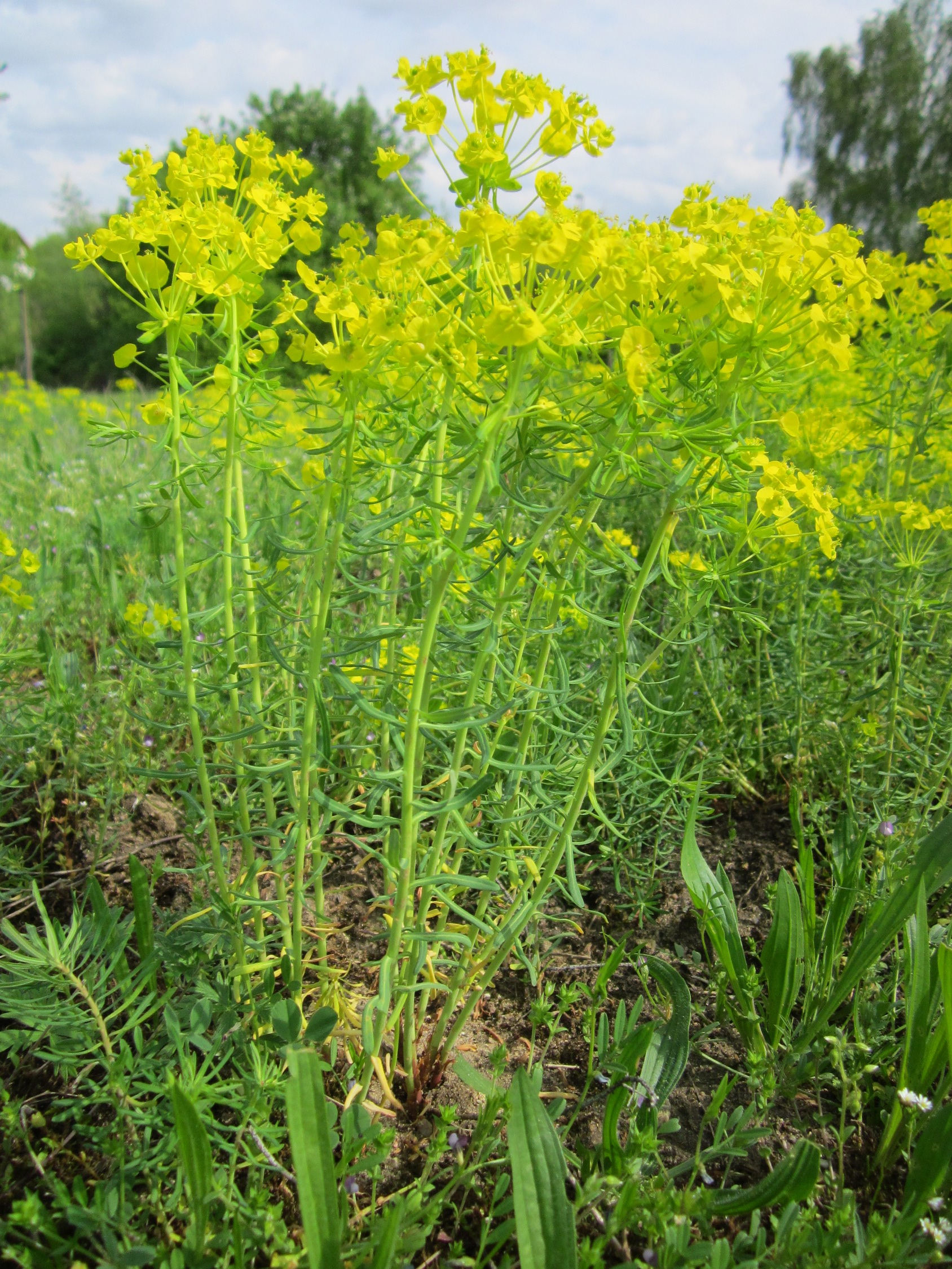
Habitusa
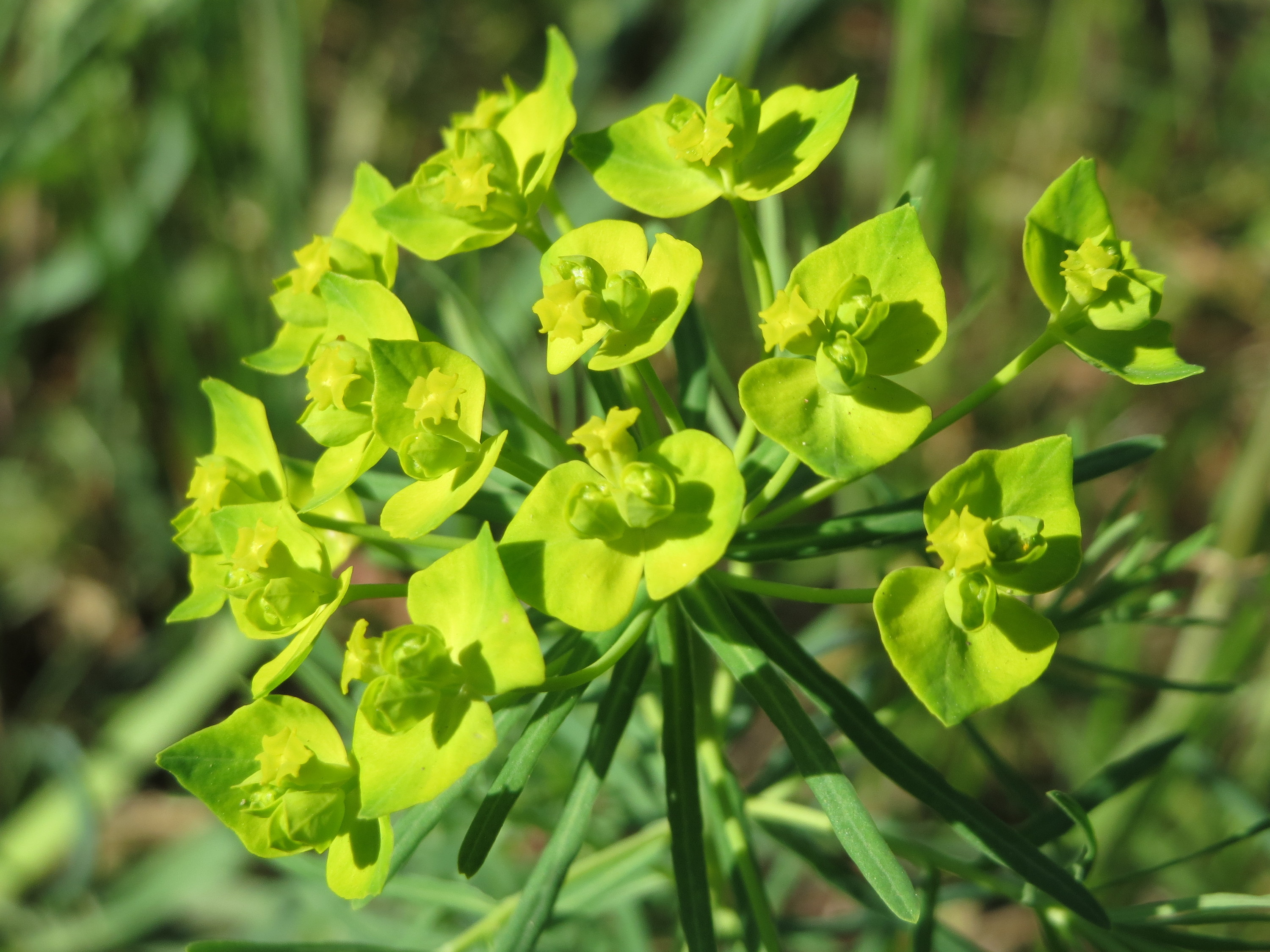
Virága
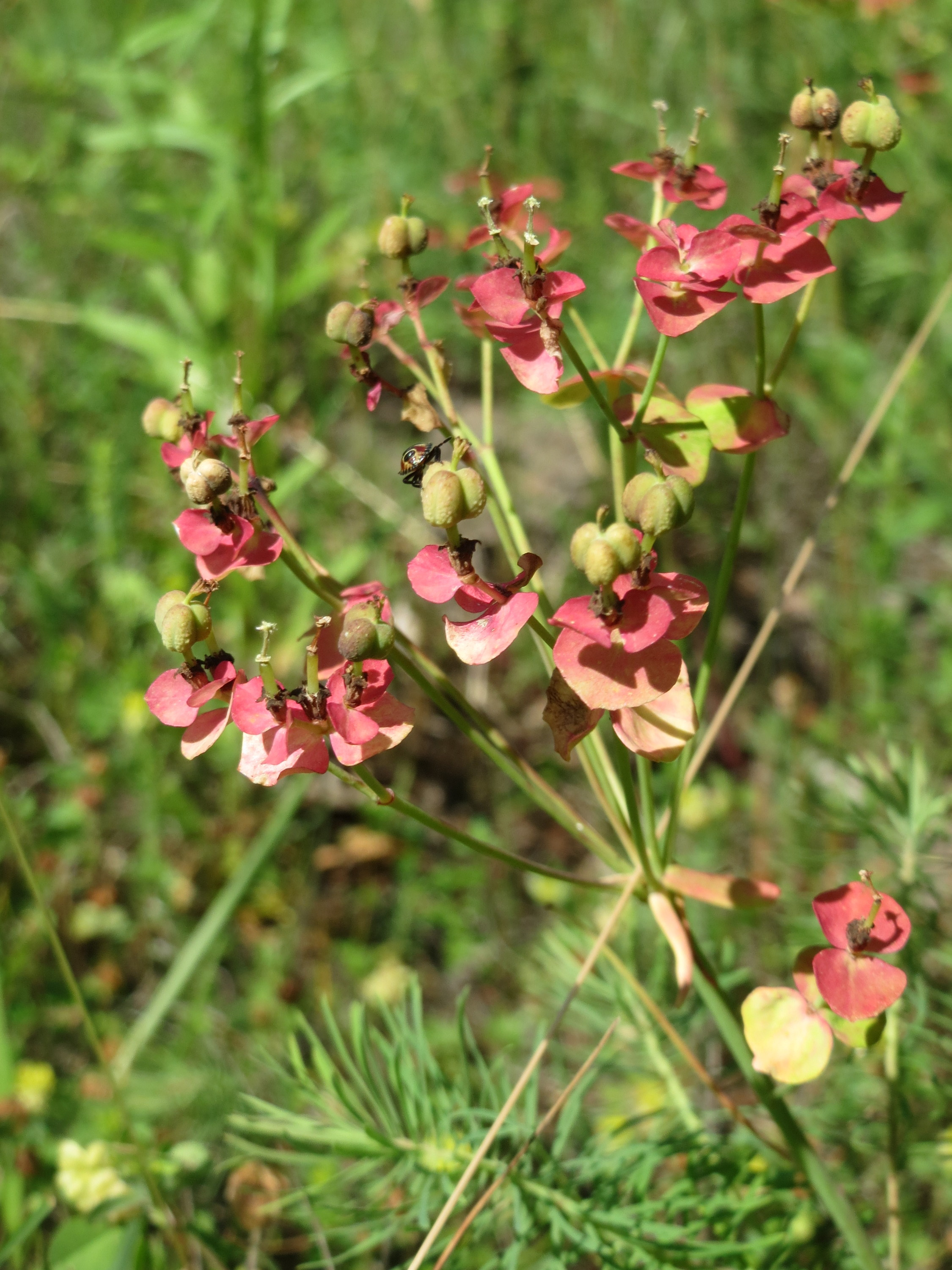
Kivörösödött virágzat
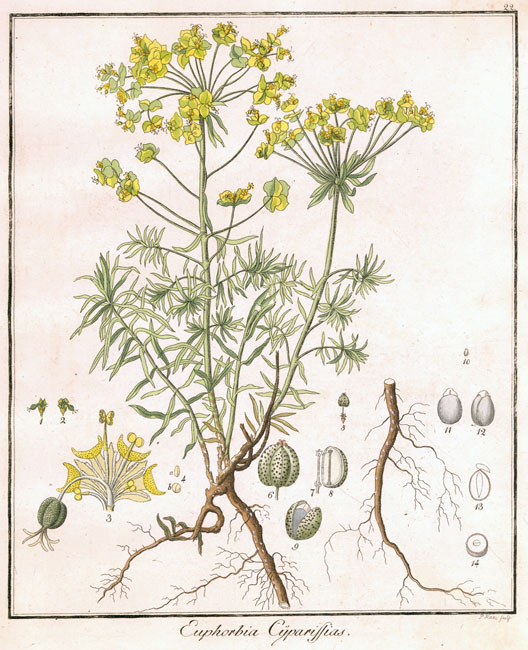
Farkas kutyatej egy német botanikakönyvben (1809)